# Люсі Ґрін
Люсінда «Люсі» Ґрін (народилась 1975 року в Бедфордширі) — британська вчена, дослідниця в галузі фізики Сонця, популяризатор науки. Член Лондонського королівського товариства. З 2005 року працює в Лабораторії космічних досліджень Маллард при Університетському коледжі Лондона, професор.
Ґрін управляє програмою лабораторії Маллард зі зв'язків з громадськістю та засідає в комітеті підрозділу Європейського фізичного товариства з вивчення фізики Сонця, а також в консультативній раді Музею науки в Лондоні.
У 2013 році після смерті Сера Патріка Мура стала першою жінкою-ведучою астрономічної телепередачі «Небо вночі» виробництва «Бі-бі-сі».
Наукові дослідження Ґрін зосереджені на атмосферній активності Сонця, зокрема корональних викидів маси і зміни магнітного поля Сонця, які їх викликають.
Автор науково-популярної книги 15 Million Degrees: A Journey to the Centre of the Sun, що отримала чудові відгуки в Guardian і Financial Times .
Ґрін вирішила присвятити свою кар'єру фізиці Сонця після того, як будучи студенткою Суссекському університету, відвідала Кримську астрофізичну обсерваторію.
Відзначено Lise Meitner Medal and Prize Інституту фізики (IOP) (2017) .